# Satyrium phyllodendri
Satyrium phyllodendri is een vlinder uit de familie van de Lycaenidae. De wetenschappelijke naam van de soort werd als Thecla phyllodendri in 1882 gepubliceerd door Elwes.